# زيت المكدامية
زيت المكدامية هو الزيت غير المتطاير الذي يُعصر من مكسرات المكدامية وهو نبات أسترالي أصيل. يُستخدم في الطعام زيت قلي وفي السلطة وفي مستحضرات التجميل مرطبًا للبشرة أو مثبتًا عطريًا.